# Филозофија науке
Филозофија науке је грана филозофије чији је задатак критичко испитивање и анализа науке, њених метода и крајњих резултата. Један огранак филозофије науке, методологија науке, је уско везана за теорију сазнања. Истражује методе путем којих наука долази до истина које постулира о свијету и критички разматра претпостављене резоне у корист тих метода. Методологија се бави питањима као што су: смер којим се креће прихватање одређене научне теорије, природа односа узајамног потврђивања доказа и хипотеза, и анализира истинитост научних афирмација, тј., када и како научне тврдње могу бити оповргнуте подацима и опсервацијама са терена, као и експериментима из лабораторија.
Други огранци филозофије науке се баве самим значењем и садржајем постављених научних резултата, и уско су везане за метафизику, као и филозофију језика. Типични проблеми којима се баве ти огранци филозофије науке су: природа научних закона, когнитивни садржај научних теорија о ономе невидљивом,  и структура датих научних објашњења. Филозофија науке такође испитује специфичне проблеме (фундаменте), који су резултат саме научне праксе. Неки од могућих примјера су: метафизичке претпоставке теорија које се баве проблемом простор-време, улога вероватноће у статистичкој физици, интерпретација мерења у квантној теорији и анализа објашњења, која долазе из еволуционе биологије.
Док филозофска мисао која се односи на науку датира барем из времена Аристотела, општа филозофија науке појавила се као посебна дисциплина тек у 20. веку на контексту логичког позитивистичког покрета, који је имао за циљ да формулише критеријуме за обезбеђивање свих филозофских исказа, за смислено и објективно оцењивање истих. Чарлс Пирс и Карл Попер прешли су са позитивизма на успостављање модерног скупа стандарда за научну методологију. Књига Томаса Куна из 1962. Структура научних револуција такође је била формативна, оспоравајући поглед на научни напредак као на постојано, кумулативно стицање знања засновано на фиксној методи систематског експериментисања, и уместо тога тврдећи да је сваки напредак релативан у односу на „парадигму”, да је скуп питања, концепата и пракси који дефинишу научну дисциплину у одређеном историјском периоду.

## Увод

### Дефинисање науке
Разликовање науке од ненауке назива се проблемом разграничења. На пример, треба ли психоанализу сматрати науком? Слични разматрања су везана на науку о стварању, хипотезу о инфлаторном мултиверзуму или макроекономији. Карл Попер је ово назвао централним питањем у филозофији науке. Међутим, ниједан јединствени приказ проблема није стекао прихватање међу филозофима, а неки сматрају да је проблем нерешив или незанимљив. Мартин Гарднер се залагао за употребу стандарда Потера Стеварта („Знаћу кад га видим“) за препознавање псеудонауке.
Рани покушаји логичких позитивиста засновали су науку на посматрању, док ненаука није била базирана на опсервацијама и стога је бесмислена. Попер је тврдио да је централно својство науке фалсифиабилност. Односно, свака истински научна тврдња може се доказати лажном, барем у принципу.
Подручје проучавања или спекулације које се маскира у науку у покушају да се позове на легитимитет који се иначе не би могао постићи назива се псеудонаука, маргинална наука (иако често маргинална наука постаје матична, чак се и развија у парадигматску промену), или безвредна наука. Физичар Ричард Фејнман сковао је израз „наука култног терета” за случајеве у којима истраживачи верују да се баве науком јер њихове активности имају такав спољашњи изглед, али им заправо недостаје „врста крајње искрености” која омогућава да се њихови резултати ригорозно вреднују.

### Научно објашњење
Уско повезано питање је оно што се сматра добрим научним објашњењем. Осим предвиђања будућих догађаја, друштво често узима научне теорије да објасни догађаје који се редовно дешавају или су се већ догодили. Филозофи су истраживали критеријуме према којима се може рећи да је научна теорија успешно објаснила неки феномен, као и шта значи рећи да научна теорија има моћ објашњења.
Један рани и утицајан приказ научног објашњења је дедуктивно-номолошки модел. Према њему успешно научно објашњење мора предвидети појаву спорних појава полазећи од научног закона. Ово гледиште је било подвргнуто значајној критици, што је резултирало у неколико општепризнатих контрапримера теорије. Посебно је изазовно да се окарактерише шта се подразумева под објашњењем када се ствар коју треба објаснити не може закључити из било којег закона јер је то питање случајности, или се на други начин не може савршено предвидети из онога што је познато. Весли Салмон је развио модел у којем добро научно објашњење мора бити статистички релевантно за исход који треба објаснити. Други су тврдили да је кључ доброг објашњења обједињавање различитих појава или пружање узрочног механизма.

## Концепти о кредибилитету хипотеза
Важнији концепти који се намећу када је ријеч о кредибилитету хипотеза су сљедећи:
Индуктивизам је теза по којој хипотезе могу бити поткријепљене успјехом предвиђања у одређеним случајевима, тј., када су исти под окриљем саме хипотезе.
Ако поиствјечимо принцип индуктивне инференције са тврдњом, да ће будућност бити иста као и прошлост, суочавамо се са скептичком примједбом, да такав закон нема садржаја и чак је аутокондрадикторан, ако се прихвати било каква врста »сличности«. Да би јој се вратио садржај и чврстина на самом почетку, обично се додаје да приликом формулисања научних хипотеза, једино су прихватљиви ограничени скупови »исконских« вриједности.